# 東山街道
東山街道（とうさんがいどう）は、広州市越秀区の街道。現行行政地名は東山街道培正社区、東山街道寺右社区などの社区14個がある。

## 地理
広州市越秀区の東中南部に位置している。

## 行政区画
14街道を管轄する。
| 番号 | 社区名     | 番号 | 社区名     |
| ---- | ---------- | ---- | ---------- |
| 01   | 寺右社区   | 08   | 寺貝社区   |
| 02   | 培正社区   | 09   | 小東園社区 |
| 03   | 徳安社区   | 10   | 幸福社区   |
| 04   | 新河浦社区 | 11   | 明月社区   |
| 05   | 五羊南社区 | 12   | 楽景社区   |
| 06   | 五羊東社区 | 13   | 達道南社区 |
| 07   | 五羊北社区 | 14   | 達道北社区 |

## 施設

### 交通
・地下鉄の駅：